# 內輪帶人
宇智波帶土（うちはオビト Uchiha Obito），以前是木葉忍者村的中忍，曾與卡卡西、野原琳同一小隊，但因為任務意外失蹤而被判定死亡，然而事實上已經被宇智波斑吸收作為其代理人。改造之後的他潛伏於霧忍村和曉組織在幕後操控，後來以新人鳶（トビ Tobi）的身分加入曉，並視情勢發展自稱是宇智波斑，在斑復活之前是一手主導曉組織的幕後黑手。直到真正的宇智波斑在第四次忍戰期間被復活，但之後兩人決裂。為本作最大反派之一，但也因為悲慘的境遇，被視為最具爭議性的角色。

## 人物

### 基本資料
- 查克拉性質：風、雷、水、火、土、陰[3]
- 性格：重視夥伴，我行我素[4]
- 忍者學校畢業年齡：9歲[5]
- 中忍升級年齡：11歲[5]
- 喜歡的字句：團隊合作、夥伴[5]
- 身高：181厘米，154.2厘米（13歲）[5]
- 體重：70.3千克，44.5千克（13歲）[5]

### 外表與性格
小時候性格衝動，常遲到，愛出風頭，但熱心助人且非常重視同伴，對老人與弱者極有禮貌，卻經常被排擠，但是同組的野原琳都會關心他，而在心中偷偷喜歡野原琳。原於神無毘橋一役中，中了岩忍者村忍者的岩遁忍術，而失去戰鬥能力，險些死亡，木葉方面因失蹤，判定死亡。後被宇智波斑救回，一恢復活動能力後便強行穿上白絕裝走出去想回到野原琳身邊，恰好看到野原琳因防止體內三尾暴走而自殺於旗木卡卡西的千鳥一幕（實為宇智波斑的計劃），立即崩潰，並不再信任現實。事後，帶土相信了斑的價值觀，並為斑執行其計劃，不過他並不聽命於斑，而是打算自己來實現。為了達到目的，為人從此變得陰沉、奸險而多謀略，並善於控制人心及偽裝，對世界失去希望，並只相信無限月讀中的幻景才有希望存在，所以開始殘酷的清除這一切的阻礙。
曾以計謀屠殺所有原曉成員（除小南和長門外），使曉改變本質並為其賣命。過去是戴著面具的神祕人（面具隨劇情更換），外形只露出黑色短髮（第二部開始前，除了對上四代火影波風水門外都是蓄著長髮）。劇情前期以鳶的名稱出現，在曉組織表現笨拙、話多，與迪达拉同行。在迪达拉自爆身亡後，奇蹟似的再次出現，自稱是宇智波斑，此後聲音和行為均變得充滿野心。然而實際上一直以來他就是曉的幕後黑手，初期表面上是新人，其實暗中對表面的首領培因冷酷的發號施令。通過外道魔像培植初代火影千手柱間的細胞，重塑被壓壞的右半身使他擁有「千手之力」，而身為宇智波一族使他擁有「宇智波之力」，成為與斑匹敵的強大人物。
由於對過去發生的事情瞭若指掌，除了主動向干柿鬼鮫和絕露臉外，偽裝的身分一直沒被人揭穿。然而，在預備向佐助揭露身分與小南的激戰重創時，他曾暴露過有皺紋的右臉。在擊殺小南後，左眼移植來自長門遺體的「輪迴眼」，並改變了裝束。在第四次忍界大戰時，與漩渦鳴人、旗木卡卡西、奇拉比和阿凱戰鬥時被打破面具，喪失偽裝的身分，現出紀錄中已經死去的「帶土」真面目。
四次忍界大戰時吸收了十尾後，全身變為白色，穿上白色類似斗篷和黑色裙，手持六道仙人權杖，身旁則飄著求道玉。四次忍界大戰到了後期被鳴人所感化，接受現實並一改為人陰沉的性格，重新恢復過往熱血的性格和對世界恢復希望，並為鳴人一眾對付斑及大筒木輝夜時提供支援。

### 身世與經歷
帶土是旗木卡卡西、夕日紅、阿凱、野原琳的昔日同窗，不僅和卡卡西與野原琳同為第四代火影波風水门的學生，還曾經是和前兩者攜手度過無數難關的隊友。雖然年少時期在學業及戰鬥方面的表現不甚理想，更一度被卡卡西戲稱為「愛哭忍者」，但還是依靠自己的努力取得中忍證書。由於心地善良被發現其實人不錯，野原琳是少數觀察到此事，並相當關心帶土的存在，因此他對野原琳逐漸產生了暗戀的情愫。後來他在草忍村的神無毘橋之戰中，為救卡卡西右半身被岩忍使出的岩遁忍術壓住，將一只寫輪眼贈與卡卡西，之後被岩忍的岩遁忍術活埋（詳情見卡卡西外傳），後因掉到宇智波斑所挖的地道而被其所救，由於右半身被巨石壓爛而被斑縫上了初代火影千手柱間的人造體，在白絕與鳶（漩渦臉人造人）的幫助下康復身體，其中由於鳶頗有個性，因此後來帶土加入曉組織的初期時使用了他的名字，同時模仿他的個性，就連戴的面具都是照著他的臉仿製的。
待傷勢逐漸痊癒，帶土擔心卡卡西和野原琳的安危，因此披上鳶，便打算告別斑準備和卡卡西會合，後來見到卡卡西以千鳥徒手貫穿野原琳胸膛而受到衝擊，促使萬花筒寫輪眼的能力覺醒（和卡卡西同時覺醒），愛人的死讓他開始對這個世界感到痛恨，並憤怒地使用「木遁」（因移植了柱間細胞，所以能使用木遁）殘殺血洗了霧忍者村暗部，此後決心與斑合作，對現實的痛苦與破壞毫不在乎，以為用無限月讀之術，讓這個世界沈浸在幻想之中，才是得到真正的美好。
16年前，師母兼「第二代九尾人柱力」漩渦玖辛奈即將分娩時，到達漩渦玖辛奈分娩的地方，趁玖辛奈最虛弱的分娩時候闖入並捉走她，成功釋放出九尾，在與第四代火影波風水门交戰時對於被認定是斑的問題不作正面回應，曾想殺死還是嬰兒的漩渦鳴人，因為空虛化的被看穿，受了點傷，最後掦言九尾連同世界都會屬於他後從容消失，四代火影認為鳶的時空忍術已經超越他和二代火影。
帶土曾控制身為三尾人柱力的「第四代水影」矢仓，推行相互殘殺的忍者畢業考試，以酷政塑造出「血霧之里」的惡名，直至10年前當時尚未得到忍者資格的桃地再不斬殺了超過100名的應屆考生才被迫終止。另外他曾與剛殺死上司的干柿鬼鮫和進行滅族計畫的宇智波鼬分別會面（見鬼鮫時沒戴面具）。
後來以鳶的身分出現「加入」曉，並在赤砂之蠍死後與迪达拉同行。迪达拉自爆身亡後，以時空間忍術逃脫，奇蹟似的再次出現，分別與漩渦鳴人等木葉忍者組成的小隊及宇智波佐助會面，此後宣稱自己是宇智波斑，聲音改變成充滿野心。有意將所有尾獸收集起來，來使「十尾」復活，然後自己成為「十尾人柱力」，利用那份力量施放「無限月讀」，企圖藉此將世界統一，計劃名為「月之眼計劃」，更與藥師兜合作，大量的複製絕以發動了第四次忍界大戰。
戰時，兜用穢土轉生召喚出真的宇智波斑，帶土偽裝斑的身份立即被識破。與鳴人、卡卡西、奇拉比和阿凱戰鬥中，主動展現了同於卡卡西的萬花筒寫輪眼及相關回憶，暗示自己與宇智波帶土有關。隨後因可將自身可虛體化的神威被破解，他被鳴人用螺旋丸打破面具，因而被識破他真正的身份。

## 劇情表現

### 神無毘橋之戰
在第三次忍界大戰中，帶土與隊友旗木卡卡西、野原凜和老師波風湊一同前往神無毘橋，執行切斷敵人補給的任務。在與波風湊兵分二路後，小凜不幸遭岩忍俘虜，在解救小凜的過程中，卡卡西左眼被岩忍劃傷，帶土因而受到刺激，啟動寫輪眼將敵人擊敗。然而救出小凜時卻又被敵人的岩遁術導致洞穴崩塌，帶土爲保護卡卡西卻讓自己右半身被巨岩壓住。他認為自己已死路一條，遂將左寫輪眼送給卡卡西，作為祝賀他晉升上忍的禮物。之後他被眾岩忍的術活埋，多數人推測應已死亡，而將名字刻於木葉慰靈碑上（詳情見卡卡西外傳）。不料當時帶人因岩石崩塌，幸運地掉落在宇智波斑所挖掘的棲身之處。帶土的右眼因用手護著而毫髮無傷，然而右半身卻已支離破碎，最後斑為帶人縫上柱間的人造體，因而獲救。

### 風影救回任務篇
赤砂蠍死後，以一個自稱「鳶」的面具男加入曉、頂替他的位置，用螺旋紋的橘色單眼面具掩蓋面孔，稱呼其他成員為前輩，並且將原本屬於蠍的「玉」字戒指，佩戴在左手拇指上。

### 三尾出現篇
與地達羅一起行動，並收服三尾。

### 宇智波鼬追捕篇
曾一度被以為亡於地達羅的自爆，不料在地達羅死後不久又再次出現，對培因發出命令後，自稱是宇智波斑，是「曉」的幕後黑手，在「曉」當中，只有小南、培因、宇智波鼬、干柿鬼鮫、蠍、地達羅和绝七個人知道鳶才是曉真正的幕後黑手。（蠍和地達羅被藥師兜穢土轉生後才得知真相。）因為他沒在其他成員面前談這件事，所以其他人不知道他的背景，即使有說過也以為鳶是宇智波斑，包括從前就向其先自稱斑後露出真面目的鬼鮫。他對宇智波佐助的行動瞭如指掌，並期盼著佐助的轉變，得知佐助擊敗宇智波鼬後，決定把重傷的佐助帶走。當佐助醒來時，告訴佐助自己不是他的敵人，並向佐助透露關於鼬的真相。雖然被鼬設在佐助身上的轉寫封印─天照攻擊，還是成功地說服了他。

### 五影會議篇
他成功拉攏宇智波佐助站在同一陣線上，並慫恿他攻擊殺人蜂、五影，目的就是摧毀木葉等忍者勢力以及復興宇智波一族。當佐助不敵五影的合作，即將被土影消滅時，他把與「五影」戰鬥後的佐助和香燐吸入自己的異空間中避難，並向「五影」透露「月之眼計劃」，更主動宣戰，隨即離開。

### 第七班篇
後來他遇上了暫代火影段藏並和他的護衛交手，輕鬆的把兩名根中數一數二的高手擊敗並抓了起來，之後放出佐助與香燐，並讓佐助和段藏戰鬥。後在佐助與鳴人短暫交手後出現，又帶佐助離去，並在佐助要求下，幫他移植了哥哥的眼睛，以使他得到永恆萬花筒寫輪眼。後來藥師兜主動找上他，短暫與之對峙後，因兜手上握有強大戰力助力與鳶無法拒絕的「王牌」，決定以「戰爭有結果後交出佐助」與對兜進行監視的交換條件，同意與兜合作開戰。

### 大戰前夕篇
他抵達雨隱村，欲迫已脫離組織的小南交出長門的遺體，以奪取最強瞳術「輪迴眼」，小南在鳶使用時空轉移吸自己進去時，加入大量引爆符，終令鳶炸了一邊手和半個面具。由於小南早已洞悉了鳶能穿越物質的能力只能維持5分鐘，並使用6000億張引爆符的「神之紙者」不間斷爆炸攻擊鳶，但卻被鳶使用禁術「伊邪那岐」躲過，從小南身後襲擊並對小南施展致命幻術，得知了長門的遺體和輪迴眼的所在取走了輪迴眼。與絕會合的同時，為了掩蓋其真面目，原本被小南炸毀的螺旋紋獨眼面具，換成有圈狀紋與勾玉圖樣的面具，右眼擁有「寫輪眼」，左眼擁有移植來的「輪迴眼」，並且動身擒拿九尾。為了應對「忍界戰爭」的需求，鳶還因此從「外道魔像」裏取出尾獸的查克拉，製造了十萬個絕的分身。出發前，他指派絕保護靜養中的佐助，不讓兜趁著戰亂將佐助帶走。開戰之際，為了確認目前只有兜能使用的穢土轉生的詳細情報，便當場用之前捕獲的兩名段藏的部下給兜當場做一次施術示範。但很顯然的，他一直對兜抱持著強烈的戒心。雙方一直在進行各自內心的盤算和算計，兜意圖研究出六道仙人的真理以便對付鳶，鳶則暗中叫絕暗中將胞子植入兜體內監控行動。

### 第四次忍界大戰篇
之後，鳶在兜的協助下正式發動戰爭，而在穢土轉生忍者和10萬白絕損失慘重之際突然出現在戰場，奪取了裝有金角、銀角九尾查克拉的葫蘆和琥珀淨瓶，準備正式施行「月之眼計劃」。他在戰爭開始的第二天黎明再度出現，在午夜時運用輪迴眼的力量將被藥師兜以「穢土轉生」召喚出來的六名已故祭品之力改造成新「培因六道」（和鳶一樣，左眼為輪迴眼，右眼為寫輪眼），利用他們投入戰場。令他出乎意料之外，兜竟利用間接「穢土轉生」召喚出他口中所說「無法拒絕之王牌」，隨後在戰場上出現在鳴人、五影等人面前的，其真面目竟就是他自稱的「宇智波斑」本尊。對此，鳶已經不如當初兜拿「穢土轉生」的斑談判合作時那樣惶恐，而是不以為意的自認誰也不是，並以完成「月之眼計劃」為優先。其後帶領新「培因六道」的鳶和鳴人等人展開大戰，因五尾不滿被控制，被鳶以査克拉鎖鏈給制服。接著再次操縱五隻尾獸施展「尾獸玉」和尾獸化的鳴人及殺人蜂，還有前來增援的阿凱、卡卡西對戰，但在最後，還是不得不將所有被解除了控制的尾獸們收回了外道魔像的體內，以一人之力力戰對手。
幾次交鋒後，卡卡西指出鳶所使用的術只有一種。鳶所使用的「時空間忍術」是利用寫輪眼讓身體局部或全身移轉到時空間去。看起來似乎是穿過去，但其實是鳶讓自己從原空間消失，移轉到時空間去。隨後，卡卡西發現使用「神威」轉移的苦無和螺旋丸能攻擊到他，那是因為卡卡西和鳶進行轉移的時空間是相連的，也就是說兩人施展的都是神威，而且還源自同一人。由此可見，鳶的寫輪眼跟卡卡西的一樣，是來自已故的宇智波帶土身上，且鳶也承認他的「寫輪眼」是在神無毘橋之戰中「得到」的。在不斷攻擊下，由於術被破解，鳶的面具終於被卡卡西轉移入時空間的鳴人以螺旋丸擊破。隱藏在面具下的竟然是應該早已死亡的宇智波帶人（臉部右側有皺紋），與陷入迷惘的卡卡西交談後，他表明過去的已不重要，逕以「火遁‧暴風亂舞」攻擊。被鳴人用九尾查克拉擋下之際，宇智波斑趕到現場，與鳴人一方的激戰將持續擴張。在和卡卡西單獨對決時，原本想利用巨大的手裏劍攻擊卡卡西，但卻被憤怒不已的鳴人阻止。經過一番激戰後終於讓十尾復活，並開始對抗迎面而來的忍者聯軍，並對和以前的自己很像的鳴人感到不屑，在十尾變身之後跟斑一起用千手柱間的細胞繼續控制十尾，隨後用變身後的十尾的尾獸玉殺了鹿久等人。之後拒絕斑使用會犧牲自己的輪迴眼之術輪回天生，並用木遁·扦插之術擊殺忍聯軍，使寧次為保護鳴人和雛田而戰死，之後無法有效控制變身十尾，而被忍者聯軍制服，隨後被鳴人用風遁手裏劍切斷與十尾的連接。在卡卡西企圖利用神威再次送走十尾的時候將其拉入了寫輪眼所產生的空間，並且向卡卡西說明了現在的自己......沒有夢想，只有一片的虛無，這就是自己的心，之後和卡卡西在異空間激戰，卻因為擺脫被斑設在心臟的咒印而讓卡卡西用雷切貫穿胸腔。在奄奄一息的情況下，帶土用神威逃到十尾的頭部準備成為人柱力，但被斑發現，反被控制施展輪迴天生，讓斑成為祭品之力。就在此時，湊用飛雷神之術瞬間砍了帶土一刀，但他卻在倒下去的那一刻將十尾封印至體內，成為了十尾祭品之力，準備大開殺戒。
帶土成為十尾祭品之力後，秒殺初代及三代火影，之後被扉間的多重起爆符之術反擊，卻沒造成帶土極大的損傷，後來又壓制住馬上抓住鳴人跟佐助，之後帶土準備再次攻擊時突然出現十尾的抵抗反應，最後竟靠意志力將十尾與自己合為一體，並成為真正的「第二個六道仙人」。之後他們發現仙術攻擊對其有效，便使出野獸之難，加上鳴人的說服力和全體人員的努力，把尾獸們從十尾祭品之力身上拔出來。正當帶土想用輪回天生把在這場大戰中死去的忍者復活，卻被黑絕阻繞並誤把斑復活。其後身體被黑絕支配，和湊及卡卡西對決。斑成為十尾祭品之力後，儼然成為「第三個六道仙人」，走來對帶土說「你就是我」，想說服帶土重歸陣營。經過鳴人先前的話語，帶土不再迷惘，決定與宇智波斑對抗，並強行從斑體內取去一部分的一尾及八尾查克拉和一些仙術查克拉，並和卡卡西聯手成功把黑絕奪去的「陰」九尾和一尾及八尾查克拉移植到嗚人身上。然而，在重獲新生的鳴人和佐助與斑戰鬥之時，斑突然衝到卡卡西身邊奪走其寫輪眼，並發動神威進入異空間「取回」自己的左輪迴眼，這時已受制於黑絕、身體虛弱的帶土在用神威送走小櫻後已無力招架，只能無助又憤怒的被斑單手架住身體，聽聞當初小凜之死是斑為讓他成為手下棋子所策劃的事實。不久之後，帶土與斑皆離開異空間回到戰場，然而此時的帶土已失去意識，身體為黑絕控制─右眼緊閉，左眼安置回當初移植給卡卡西的眼睛。
後來黑絕偷襲斑吸收之成為輝夜後脫離帶土，留下的身體隨著鳴人、佐助等人被帶入其他空間，在即將掉入火山時，其中一隻手掌被卡卡西用苦無投射固定在岩壁上。而當鳴佐二人正和輝夜最後一戰時，鳴人除運用其能力從岩漿上救下所有人，還以其分身將帶土的意識從昏睡中救醒過來。帶土恢復意識後隨即加入戰局，帶著完整的神威寫輪眼再度上戰場成為同伴。為救出被帶入其他空間的佐助，他分析出輝夜的時空間轉換和神威相似，應可以其瞳術在開啟時共鳴潛入，但因不是自己的異空間，得需要花費大量查克拉。
透過鳴人、小櫻的協助成功潛入輝夜的始球空間並在最後的查克拉用盡前找到佐助，三人一同回到鳴人所在的主戰場，當鳴人和佐助因為消耗過多的力量而無法動彈之際與卡卡西一同成為兩人的肉盾，最終以神威將卡卡西前方的攻擊消除，並留下「卡卡西，你可別太早來」的遺言後壯烈犧牲，獨自一人去向凜懺悔。在死亡之後，帶人終與小凜再度相見，但帶人考慮到倘若卡卡西也緊隨在後而來就沒有任何意義，因此他憑藉著査克拉回到卡卡西所處世界，將萬花筒寫輪眼的力量交付給了卡卡西，並希望其能夠成為第六代火影。

## 戰績
- 敗於阿凱
- 勝於岩忍大石
- 敗於岩忍火光
- 勝於霧忍村血霧里特殊部隊
- 勝於以前「曉」之成員（與黑絕聯手）
- 勝於火影直屬暗部
- 勝於漩渦九品（九品剛生下鳴人，處於虛弱狀態）
- 控制九尾
- 敗於四代火影
- 勝於宇智波泉
- 勝於宇智波一族（與鼬聯手將宇智波一族滅族）
- 控制三尾人柱力的「第四代水影」矢倉
- 勝於三尾（與地達羅合作）
- 破解宇智波鼬死後的天照機關
- 勝於奈良鹿丸
- 勝於山中風
- 勝於油女斗留音
- 逃於大和、卡卡西、鳴人
- 勝於小南（但因為小南的忍術使用伊邪那歧而失去一隻寫輪眼）
- 勝於忍聯軍一、二部隊（奪走六道忍具）
- 勝於奈良鹿九
- 勝於山中亥一
- 勝於日向寧次
- 逃於旗木卡卡西（被雷切刺傷）
- 勝於十尾未完成體（成為十尾人柱力並制伏）
- 勝於二代火影（穢土轉生）分身
- 勝於初代火影（穢土轉生）木遁分身
- 勝於三代火影（穢土轉生）
- 勝於四代火影（穢土轉生，毀掉其一只手臂）
- 敗於漩渦鳴人和宇智波佐助
- 逃於宇智波斑（從斑身上奪走些許一尾及八尾查克拉，並逃脫）
- 逃於宇智波斑（其右眼與給了卡卡西的左眼同時發動神威令進入時空間的速度大幅增強）
- 解救漩渦鳴人（將斑身上的些許一尾及八尾查克拉住入鳴人體內，使其獲救）
- 解救春野櫻（宇智波斑攻擊小櫻之餘，緊急用神威將其送離異空間）
- 敗於宇智波斑（其輪迴眼被斑奪走後，再次被黑絕控制並昏厥)
- 獲救於旗木卡卡西（卡卡西使用苦無將帶人左手釘在石牆上，使帶人不會掉於岩漿中）
- 獲救於漩渦鳴人之分身（運用六道陽之力將其從瀕死狀態下恢復）
- 解救宇智波佐助（與春野櫻聯手潛入大筒目輝夜的空間，並將佐助救出）
- 解救漩渦鳴人（大筒木輝夜使用共殺之灰骨攻擊鳴人之時擋在其前方）
- 解救旗木卡卡西（大筒木輝夜攻擊佐助之餘，卡卡西擋在佐助前方，帶土緊急用神威將骨送往異空間）
- 亡於大筒木輝夜（共殺之灰骨穿插其身）

## 術
- 底色為 （杏仁白）色的表示該忍術為動畫、遊戲、劇埸版的原創。

| 招式名稱        | 簡介 | 種類         | 等級  |
| --------------- | --- | ------------ | ----- |
| 秘術·傘蜥       | 在樹上倒立，使袍落下形成如同傘蜥模樣。玩弄木葉忍者的自創秘術，純屬娛樂。 | 忍           | -     |
| 忍法·通先步之術 | 在地中或樹中移動，然後突然從地中或樹中出現阻擋對手前進，玩弄對手。實際上是利用了土龍隱身的模式在地下移動，用來拖延木葉忍者的術。                                                                                                 | 忍           | -     |
| 忍法·敲地鼠     | 從地下突然鉆出，用樹枝敲擊對方頭部。用來玩弄木葉忍者的忍術。 | 忍           | -     |
| 宇智波反撃      | 用團扇抵擋他人攻擊後以相當力道的攻擊反彈。 | 忍           | B[7]  |
| 宇智波火炎陣    | 將五指中的查克拉轉換為火，讓目標周圍產生火之結界的術。此術連尾獸等級的威脅都無法碰觸...正是獄炎之防護壁 | 忍           | B[7]  |
| 召喚術          | 帶土在用瞳力控制九尾後，使用召喚術將九尾通靈至木葉村內部，造成著名的「九尾襲擊木葉事件」。 | 忍           | -     |
| 解尾法印[8]     | 是一種解開尾獸封印的忍術，帶土曾經在使用瞳力控制九尾後，結印將九尾放出。 | 封印術、忍   | -     |
| 土遁·土龍隱身   | 以挖地洞的方式潛在泥土下移動。 | 忍           | C     |
| 引爆黏土·C2地雷 | 鳶和地達羅的合體技，地達羅在空中用誘導彈作為掩護，鳶依靠土龍隱身在地下埋下地雷配合天上的地達羅夾擊對手。 | 秘傳、忍     | -     |
| 火遁·天地爆葬   | 火影忍者終極風暴3招式，以起爆符移動到敵人身後造成傷害 | 忍           | -     |
| 火遁·豪火球之術 | 以査克拉提練，從口中發出一發大火球，其威力可以燒出直徑7公尺的洞穴來。 | 忍           | C[9]  |
| 火遁·爆風亂舞   | 利用「神威」所產生的漩渦狀氣流，在吐出火遁之炎，變成巨大的火炎漩渦。在朝著目標撲去的同時利用漩渦的特性，使他人難以脫逃此攻勢。                                                                                                   | 忍           | B[10] |
| 木遁·扦插術     | 藉由觸碰到敵人的身體或是使用木枝插近對手體內來從對方身體裡冒出尖銳樹枝來將其貫穿。 | 血繼限界、忍 | -[11] |
| 木遁·地獄之亂   | 造出一棵佈滿荊棘的大樹，可以大範圍的絞殺人，過程就如混亂的地獄一般。 | 血繼限界、忍 | -[11] |
| 咒印之鍊        | 利用黑棒所施展的咒印術，能以黑棒束縛尾獸的力量並能隨意揮霍尾獸的力量。 | 忍           | -     |
| 陰陽遁之術      | 宇智波帶土能夠透過求道玉使出以陰陽遁為基礎將一切無效化的術，此術曾經令到穢土轉生的水門的右手不能恢復。陰陽遁是一種能從無形中創造形態的陰遁與給形態注入生命的陽遁為基礎，是一種"把想像賦予生命的具象化之術"。斑曾教授帶土陰陽遁。 | -            | -[12] |
| 六道十尾柩印    | 能將十尾吸取至體內並與其融為一體，是一種為了成為十尾人柱力而使用的忍術。 | 血繼限界、忍 | -[13] |

### 瞳術
| 招式名稱          | 簡介 | 種類         | 等級  |
| ----------------- | --- | ------------ | ----- |
| 寫輪眼            | 集洞察、催眠、記憶等能力，可透過顏色來區分查克拉，並看見敵方的下一個動作。而且寫輪眼裡的勾玉數量越多（最多三個勾玉），擁有者的反應和能力越強。 | 血繼限界     | -     |
| 萬花筒寫輪眼      | 比寫輪眼更高級的瞳術，例如直接攻擊（天照）、精神攻擊（月讀）、特殊攻擊等，但因過度使用會使眼睛逐漸失去光明。 | 血繼限界     | -     |
| 輪迴眼            | 被稱為三大瞳術中最崇高的瞳術，據說一切忍術的始祖六道仙人就擁有輪迴眼，以此能讓一個人能夠使出原本不可能做到查克拉的六大性質變化，擁有像神話一樣的能力，既能創造一切，亦能極盡破壞（只有移植過左眼）。 | 血繼限界     | -     |
| 神威              | 通過右眼寫輪眼發動將自己接觸到的人或物吸入自己的異空間，或將異空間的物體釋放與傳送自己到其他地方，亦可讓身體部份轉移入異空間，產生「穿身術」的假象，但只能撐五分鐘。另外，吸入與釋放東西時不能將身體轉移進異空間，且吸入自己時的速度比吸入其他東西更慢。至於其左眼的能力則略有差異，過去移植到卡卡西與班身上時曾施展出遠距離空間扭曲、轉移與進出異空間的能力。 | 血繼限界、忍 | -[14] |
| 限定月讀          | 「無限月讀」的試驗版，使用七隻尾獸的力量（七勾玉水晶球）將目標連同身體一起傳送到從現實複製而成的鏡像（相反）世界，於劇場版忍者之路登場。 | 血繼限界、幻 | -     |
| 通靈輪迴眼[注 1]  | 通靈出的動物或人的眼睛擁有複製而成的「輪迴眼」，其視野可以共享。 | 血繼限界、忍 | -[15] |
| 伊邪那岐          | 要用寫輪眼才能使用的強大瞳術，把現實中等對自己不利的因素化為幻象，把等對自己有利的因素化為現實，代價是一只寫輪眼將永遠失去光明，原為六道仙人創造的術，有時間限制。 | 血繼限界、幻 | -[16] |
| 外道·輪迴天生之術 | 可以將死人從陰間再次復活在這世界上，但是需要花費很多查克拉，多到足以施完術後立刻死亡。若輪迴天生的對象為已被穢土轉生的人，輪迴天生可以自動解除穢土轉生。 | 血繼限界、禁 | -[17] |
| 通靈之術·外道魔像 | 召喚外道魔像，作為封印尾獸的容器，亦可消耗儲存的查克拉製造大量白絕，本身亦有不凡的戰鬥能力，若尾獸反抗可以查克拉形成的枷鎖制服，當外道魔像集合九隻尾獸查克拉後，就會演化成十尾形態。 | 血繼限界、忍 | -[18] |

### 十尾人柱力模式
在吸收十尾並與之融合後，身體長出了和十尾一樣的尾巴，胸前和后背出現了和六道仙人一樣的勾玉紋理。在完全控制十尾后查克拉如同外衣一般穿在身上，同時手中持有六道仙人的法杖，背后漂浮着十个求道玉，獲得了如同十尾般強大的力量，不同之處在于能夠更加集中的使用十尾的力量，使自己更接近于六道仙人。無論是四赤陽陣還是明神門都可以輕易化解，使用以陰陽遁為基礎的術可以破解穢土轉生的不死能力，連初代火影都感嘆其實力的強大。
| 招式名稱 | 簡介 | 種類             | 等級 |
| -------- | --- | ---------------- | ---- |
| 求道玉   | 在完全掌握尾兽之力后获得，为数个黑色的球体，常规情况下会以球体状态圆环形漂浮在施术者背后，可以按照施术者的意志变化成任意形状，既可以变成击破一切的最强武器也可以变成防御一切的的绝对防御，更可以作为远程攻击的投掷型武器。本身是常备性质的武器随时跟随在施术者身后，但是其有效范围仅限于施术者为中心的70米的范围內，超出此范围的求道玉將不再受施術者控制從而失效。                                             | 忍術[19]         | -    |
| 六赤陽陣 | 輪迴眼擁用者才會使用的招數，不論規模抑或堅韌性都凌駕於四赤陽陣之上，是由輪迴眼使用者特有的黑色接收器（黑棒）所配置。[20]帶土曾在十尾人柱力狀態下透過六根黑棒使用，其威力足以抵消十尾的四個巨大尾獸玉。 | 封印術、忍       |      |
| 無限月讀 | 以神樹為基礎施展，其需要如下步骤：一、将十尾复活，同时使施术者成为十尾人柱力；二、施术者通过召唤十尾完全體使其回復成原本的神树状态；三、十尾变成神树后会绽缔结出花朵，当花朵绽放时花中的眼睛会投射到月亮上，这时后无限月读也就宣告完成。但是如果十尾没有能够在吸收完所有尾兽的情况下复活（即不完全复活）的话，会使花开的时间产生一定的时差。因为带土未能将八尾和九尾的本体完全吸收，所以产生了十五分钟的时差。 | 血繼網羅[21]、幻 | 禁   |

## 武器
- 長刀
帶土以斑身分、蓄留長髮時配戴的武器。
- 軍配團扇
有兩對六勾玉圖樣的葫蘆形扇，把柄連有鎖鏈，曾多次出現在如自來也、旗木卡卡西等人回憶中的初代火影時期與帶土回憶班晚年時的基地擺設，是過去宇智波斑背後攜帶的武器。帶土在打敗小南並拿到「輪迴眼」後，和新的面具一起成為新的裝束，隨後交還給斑。
- 鎖銬
為中間鎖鏈很長的鎖銬，能搭配「神威」一起攻擊。
- 天沼矛
六道仙人的神劍，帶土在封印并制服十尾后獲得，能將對夙願的強烈憧憬寄宿於劍上，因此又叫心願之劍，過去六道仙人即是憑藉此劍創造忍者世界。帶土因夙願動搖，最後被鳴人和佐助聯手斬斷。

### 腳注
1. ↑  日文原文：口寄せ輪廻眼，據陣之書所述，帶土為使用者之一。

### 資料來源
1. 1 2 3 4  陣之書 P.043
2. ↑  鬪之書43頁，帶人生日
3. ↑  陣之書 P.042
4. ↑  陣之書p 43
5. 1 2 3 4 5  鬪之書 p43
6. ↑  陣之書 P.124：據陣之書所述，有關漩渦臉形狀的白絕人造人本名是「鳶」
7. 1 2  陣之書 P.234
8. ↑  陣之書 P.315
9. ↑  臨之書174頁
10. ↑  陣之書 P.239
11. 1 2  陣之書 P.298
12. ↑  陣之書 P.226
13. ↑  陣之書 P.309
14. ↑  陣之書 P.242
15. ↑  陣之書 P.248
16. ↑  陣之書 P.231
17. ↑  陣之書 P.251
18. ↑  陣之書 P.247
19. ↑  陣之書
20. ↑  陣之書P.255
21. ↑  陣之書 P.295

1. 《临之书》，岸本齐史，台湾东立出版社，ISBN 986-11-1631-1，2003年12月9日
2. 《兵之书》，岸本齐史，台湾东立出版社，ISBN 986-11-4962-7，2005年8月17日
3. 《鬪之书》，岸本齐史，台湾东立出版社，ISBN 986-11-8309-4，2006年6月29日
4. 《者之书》，岸本齐史，台湾东立出版社，ISBN 978-4-08-874247-2，2008年9月9日
5. 《陣之书》，岸本齐史，台湾东立出版社，ISBN 978-986-382-631-6，2015年2月10日
6. 《火影忍者》漫画和动画